# Michał Kamiński

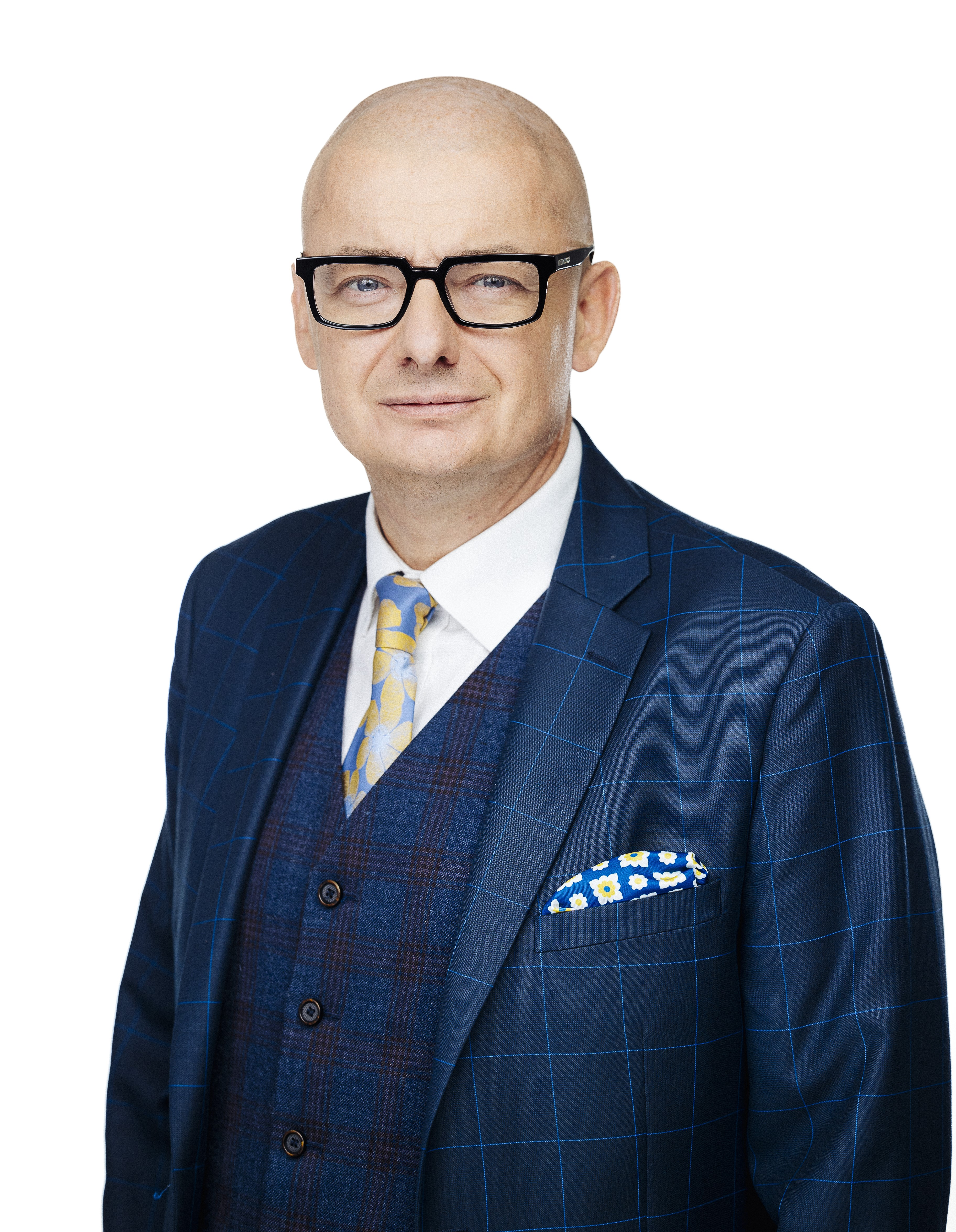
Michał Kamiński, 2023

Michał Tomasz Kamiński (* 28. März 1972 in Warschau) ist ein polnischer Politiker, ehemaliges Mitglied des Europäischen Parlaments und Abgeordneter des Sejm. Während seiner politischen Laufbahn gehörte er zeitweise Parteien aus dem gesamten politischen Spektrum mit Ausnahme der postkommunistischen Linken an, vorwiegend rechten (darunter NOP, ZChN, PP, PiS, PJN und PO) und ist heute Mitglied der linksliberalen und proeuropäischen UED. Er war von 2009 bis 2011 Vorsitzender der Fraktion Europäische Konservative und Reformisten. Im Herbst 2023 zog er auf der Liste des Dritten Weges von PSL und Polska 2050 in den polnischen Senat ein.

## Laufbahn
Kamiński studierte Internationale Beziehungen und Diplomatie an der Universität Warschau. Bereits im Alter von 15 Jahren schloss er sich der zu dieser Zeit noch illegalen radikal-nationalistischen Partei NOP an. 1989 war er eines der Gründungsmitglieder der Zjednoczenie Chrześcijańsko-Narodowe (Christlich-Nationale Union), außerdem arbeitete er als Radio- und Zeitungsjournalist in Bydgoszcz und Łomża. Während des Wahlkampfes zur polnischen Präsidentschaftswahl 1995 war er Pressesprecher für die parteilose konservative Kandidatin Hanna Gronkiewicz-Waltz.
Bei den polnischen Parlamentswahlen 1997 erreichte er auf der Liste der Akcja Wyborcza Solidarność (Wahlaktion Solidarität) ein Mandat im Sejm. 1999 löste er eine Kontroverse aus, als er nach London zu einem privaten Treffen mit Augusto Pinochet reiste, der sich zu dieser Zeit dort unter Hausarrest befand.
2001 trat er der Przymierze Prawicy (Rechte Allianz) bei und schloss sich im folgenden Jahr der neuen rechtskonservativen Partei Prawo i Sprawiedliwość (Recht und Gerechtigkeit, PiS) an. 

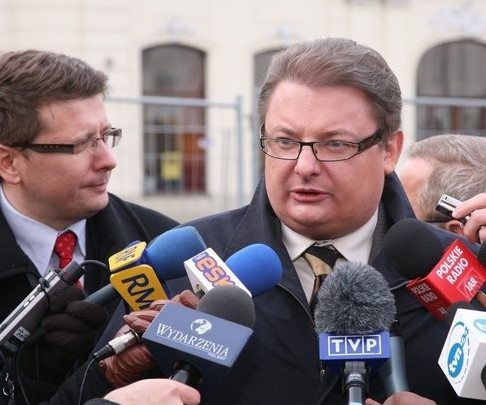
Michał Kamiński, 2007

2001 kam es auch zu einer neuen Kontroverse, als ihm ein jüdischer Verband vorwarf, eine Gedenkveranstaltung zu den jüdischen NS-Opfern in der Stadt Jedwabne verhindern zu wollen. Kamiński wies die gegen ihn erhobenen Antisemitismus-Vorwürfe als „lächerlich“ zurück. Im September 2001 wurde er erneut in den Sejm gewählt, wo er dem Landwirtschafts- und dem Außenpolitikausschuss angehörte.
Nach dem polnischen EU-Beitritt wurde Kamiński bei der Europawahl 2004 ins Europäische Parlament gewählt, wo er sich wie alle PiS-Mitglieder der nationalkonservativen Fraktion UEN anschloss, deren stellvertretender Vorsitzender er wurde. Außerdem war er Mitglied im Ausschuss für Binnenmarkt und Verbraucherschutz.
Kamiński galt als wichtiger Verbündeter des polnischen Staatspräsidenten Lech Kaczyński bei der polnischen Präsidentschaftswahl 2005 und als Vertreter des gemäßigten Flügels der PiS. Im Juli 2007 wurde er der für Medienpolitik zuständige Staatssekretär im polnischen Präsidialamt und gab dafür seinen Sitz im Europaparlament auf; für ihn rückte Ewa Tomaszewska nach.

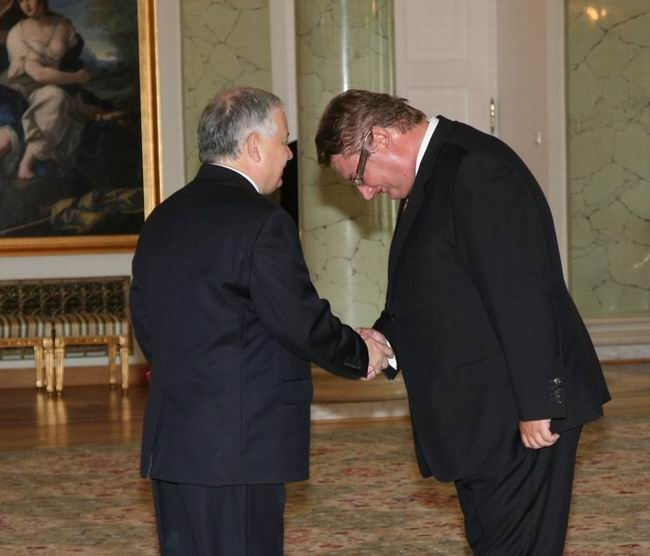
Michał Kamiński (rechts), mit Staatspräsident Lech Kaczyński (links).

Bei der Europawahl 2009 trat Kamiński allerdings wieder an und gewann erneut ein Mandat. Statt der UEN-Fraktion, die sich nun auflöste, schloss die PiS sich der neuen Fraktion der Europäischen Konservativen und Reformisten (ECR) an. Bei der konstituierenden Sitzung am 14. Juli 2009 wurde er von der ECR als Kandidat für einen der Vizepräsidentschaftsposten des Parlaments aufgestellt. Er wurde jedoch nicht für dieses Amt gewählt, vor allem aufgrund der Kandidatur des britischen Abgeordneten Edward McMillan-Scott, der als unabhängiger Kandidat aus der ECR-Fraktion antrat und dank der Stimmen der anderen Fraktionen gewählt wurde. McMillan-Scott wurde daraufhin aus der ECR ausgeschlossen. Kamiński seinerseits wurde zum Vorsitzenden der ECR-Fraktion gewählt, womit er der erste Vorsitzende einer Fraktion im Europäischen Parlament aus einem osteuropäischen Land wurde.
Ende 2010 kündigte Kamiński seinen Austritt aus der PiS an und war ebenso wie andere PiS-Europaabgeordnete an der Gründung der neuen Partei Polska jest Najważniejsza (Polen ist das Wichtigste) beteiligt, die sich eine gemäßigter konservative Ausrichtung gab. Er blieb jedoch zunächst Fraktionsvorsitzender der ECR. Im März 2011 trat er von diesem Amt zurück, da er nach eigenen Angaben von seinen ehemaligen Parteikollegen "Aggression und Hass" erfahren hatte. Nach der Auflösung der Partei Polska Jest Najważniejsza Ende 2013 blieb er parteilos.
Kamiński kandidierte bei der Europawahl 2014 für die Bürgerplattform (PO), konnte jedoch kein Mandat gewinnen. Im Februar 2015 wurde er Staatssekretär im Stab von Ministerpräsidentin Ewa Kopacz (PO). Bei der Parlamentswahl 2015 zog Kamiński für die PO in den Sejm ein, der er Anfang 2016 auch beitrat. Im Sommer 2016 wurde er aus der PO und deren Fraktion ausgeschlossen.
Er gründete im September 2016 mit anderen ehemaligen PO-Abgeordneten die Fraktion Europäische Demokraten. Im November 2016 war er Mitbegründet der Partei Union der Europäischen Demokraten, die aus dem Zusammenschluss der Fraktion und der Kleinpartei Partia Demokratyczna – demokraci.pl entstand.